# Bevrijding van de Duitse bezetting in Nederland

Bevrijding van Amsterdam, 8 mei 1945

De bevrijding van de Duitse bezetting in Nederland vond plaats op het einde van de Tweede Wereldoorlog, durend vanaf eind 1944 tot het voorjaar van 1945.
In het najaar van 1944 werd het zuiden van Nederland bevrijd door het Britse, Amerikaanse, Canadese en Poolse leger. Deze samenwerkende legers werden de 'geallieerden' genoemd. Het gebied ten noorden van de grote rivieren was nog niet bevrijd; een gewaagde poging daartoe mislukte in september. De bewoners boven de rivieren, vooral in West-Nederland, hadden vervolgens te lijden onder een 'hongerwinter'. Er was bijna geen eten meer; mensen aten bijvoorbeeld tulpenbollen om in leven te blijven. Meer dan 20.000 mensen stierven van honger.
In het voorjaar van 1945 slaagden de geallieerden erin om met een nieuw offensief de grote rivieren over te steken en de Duitse defensie te breken. Op 5 mei 1945 gaf het Duitse leger zich over en was heel Nederland bevrijd (zie Bevrijdingsdag), op enkele Waddeneilanden en een aantal gemeenten na. In Veenendaal werd op 7 mei nog gevochten tussen de Binnenlandse Strijdkrachten (BS) en de SS. Tijdens die gevechten verloren drie BS'ers hun leven. De eerste geallieerde tanks kwamen pas op 9 mei Veenendaal binnenrijden en een dag later was Veenendaal in zijn geheel bevrijd. Op dat moment was Nederlands-Indië nog bezet door het Japanse leger, dat aan de kant van Duitsland stond. Japan gaf zich over op 15 augustus 1945.

## Geallieerde troepen
De Amerikaanse generaal Dwight Eisenhower voerde het bevel over de militaire operaties van de geallieerden in West-Europa waarvan de bevrijding van Nederland een onderdeel was. De westelijke flank van de troepen werd geleid door de Brit Bernard Montgomery, in het gebied van de kust van Frankrijk in noordelijke richting en dan richting Duitsland. Onder hem vielen vooral Canadese en Britse troepen. De oostelijke flank, door het binnenland richting Duitsland, stond onder bevel van de Amerikaanse generaal Omar Bradley, die vooral Amerikaanse troepen aanvoerde. Onder aanvoering van Bradley werden delen van Frankrijk en van België, geheel Luxemburg en een groot deel van de Nederlandse provincie Limburg bevrijd.
Van het grondgebied van Nederland viel alleen het zuidelijkste puntje van Limburg niet onder de operaties van Montgomery. Dat werd als eerste bevrijd, door de Amerikanen, eerst Mesch en  Eijsden op 12 september 1944 en vervolgens Maastricht. Die opmars in Zuid-Limburg was echter gericht op de verovering van de Duitse stad Aken.

## Valse start: Dolle Dinsdag
De bevrijding leek spoedig te gaan komen nadat eind augustus Heeresgruppe B in Normandië ineenstortte, in chaotische toestand terug naar Duitsland vluchtte en de geallieerden in slechts enkele dagen Noord-Frankrijk en België konden innemen. Berichten verspreidden dat de Britten Brussel en Antwerpen hadden veroverd op 3 en 4 september en naar verluidt – maar onjuist – ook Breda. Hierdoor ontstond in Nederland de volgende dag, later bekend als Dolle Dinsdag, een euforische stemming doordat uiteenlopende geruchten de valse hoop voedden dat de bevrijding nu nog slechts een kwestie van uren was. Maar men juichte te vroeg: de Duitse troepen herpakten zich en zouden zich niet zonder slag of stoot uit Nederland laten verdrijven. Er was nog een goed uitgedacht en georganiseerd geallieerd offensief nodig om dat te verwezenlijken.

## Zuid-Nederland

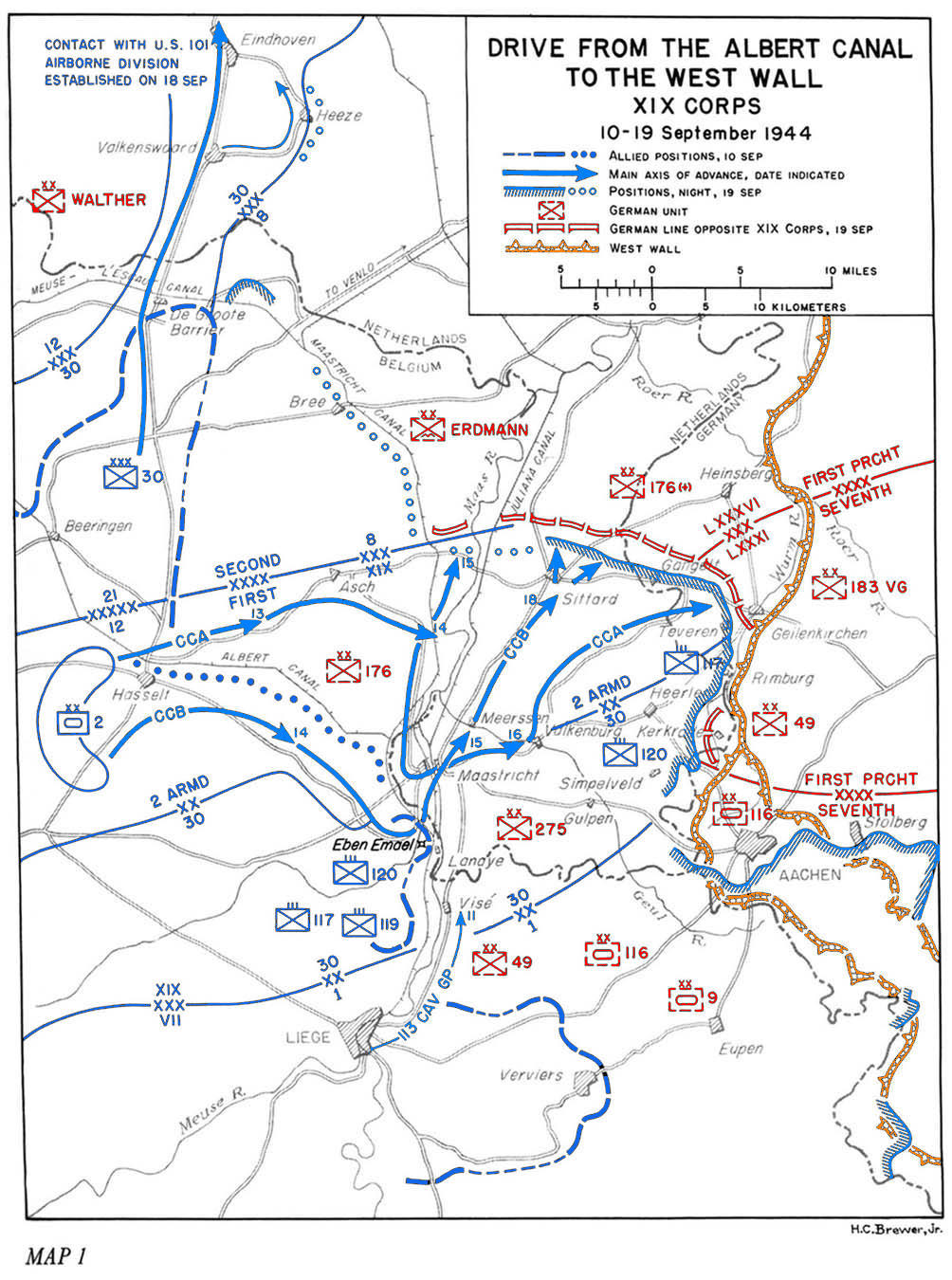
Bevrijding van Zuid-Limburg en Eindhoven september 1944

Het zuidelijke deel van Nederland - beneden de grote rivieren - werd bevrijd in de herfst van 1944. Op 12 september 1944 trokken de Amerikanen Zuid-Limburg binnen en werden de eerste Nederlandse gemeenten bevrijd, Eijsden, Mesch, Mheer en Noorbeek. Op 13 en 14 september 1944 werd Maastricht bevrijd.

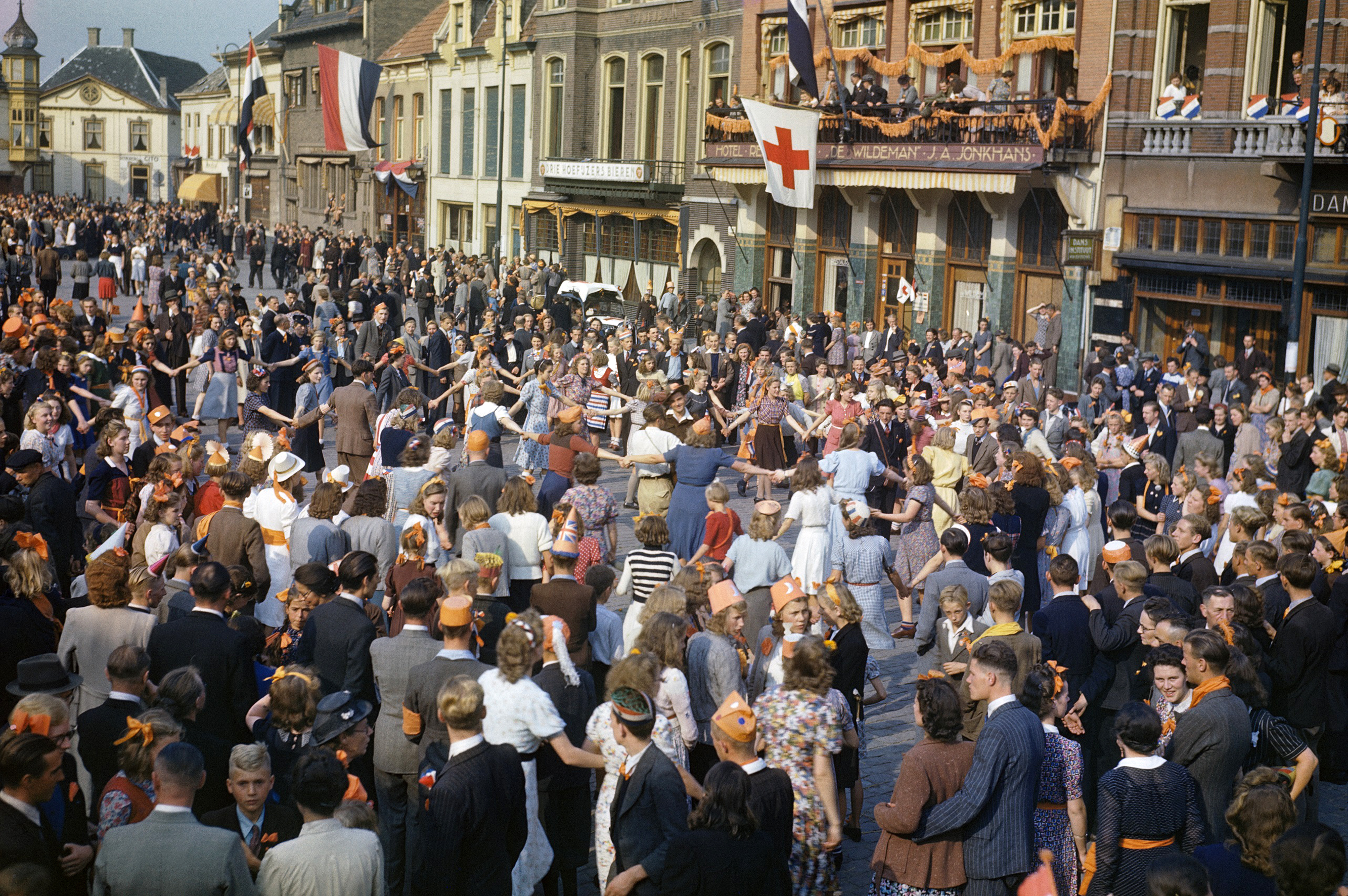
Bevrijding van Eindhoven, 20 september 1944

Operatie Market Garden werd vervolgens ingezet: een risicovol plan om in een keer de rivieren over te steken en zo Duitsland binnen te trekken. Nederland zou hierbij dan ook bevrijd worden. De operatie woedde van 17 tot 25 september 1944 en eindigde in een Duitse overwinning in de slag om Arnhem. In de herfst van 1944 werd het resterende deel van Nederland bezuiden de rivieren, met uitzondering van het gebied ten oosten van de Maas, bevrijd, voornamelijk om de toegang tot de belangrijke havenstad Antwerpen vrij te maken.
De Duitsers verzetten zich heftig; zowel in Zeeland waar de Slag om de Schelde werd geleverd met de toegang tot de haven van Antwerpen als inzet (zie Strijd om Walcheren), waaraan aan geallieerde zijde ook werd deelgenomen door Noorse commando's bij Westkapelle en Domburg, alsook in het oosten. In november 1944 werd Walcheren onder water gezet door de dijken stuk te bombarderen. Hierdoor verjoeg men de Duitsers uit hun posities. De bevrijding van de linker Maasoever ging gepaard met de grootste tankslag op Nederlands grondgebied (de slag om Overloon), de Duitsers wisten nog enig terrein westwaarts te heroveren. Na de slag om Overloon werd vanuit Venray en Panheel tussen 14 november en 3 december de westelijke Maasoever  schoongeveegd met de Operatie Nutcracker. Uiteindelijk was op 3 december Blerick de laatste plaats aan de Maas die door het Britse leger werd bevrijd. Het front lag nu aan de grote rivieren en voorlopig was de geallieerde opmars in Nederland tot stilstand gekomen. In januari 1945 werd de Roerdriehoek ten zuiden van Roermond bevrijd met de Operatie Blackcock. Roermond zelf en Venlo moesten nog tot 1 maart 1945 wachten op de bevrijding door het Amerikaanse leger tijdens de operatie Grenade.
Meteen na de bevrijding van Zuidelijk Nederland in het najaar van 1944 werd daar begonnen met de Bijzondere rechtspleging voor de vervolging van personen die werden verdacht van collaboratie.

## Noord- en Oost-Nederland

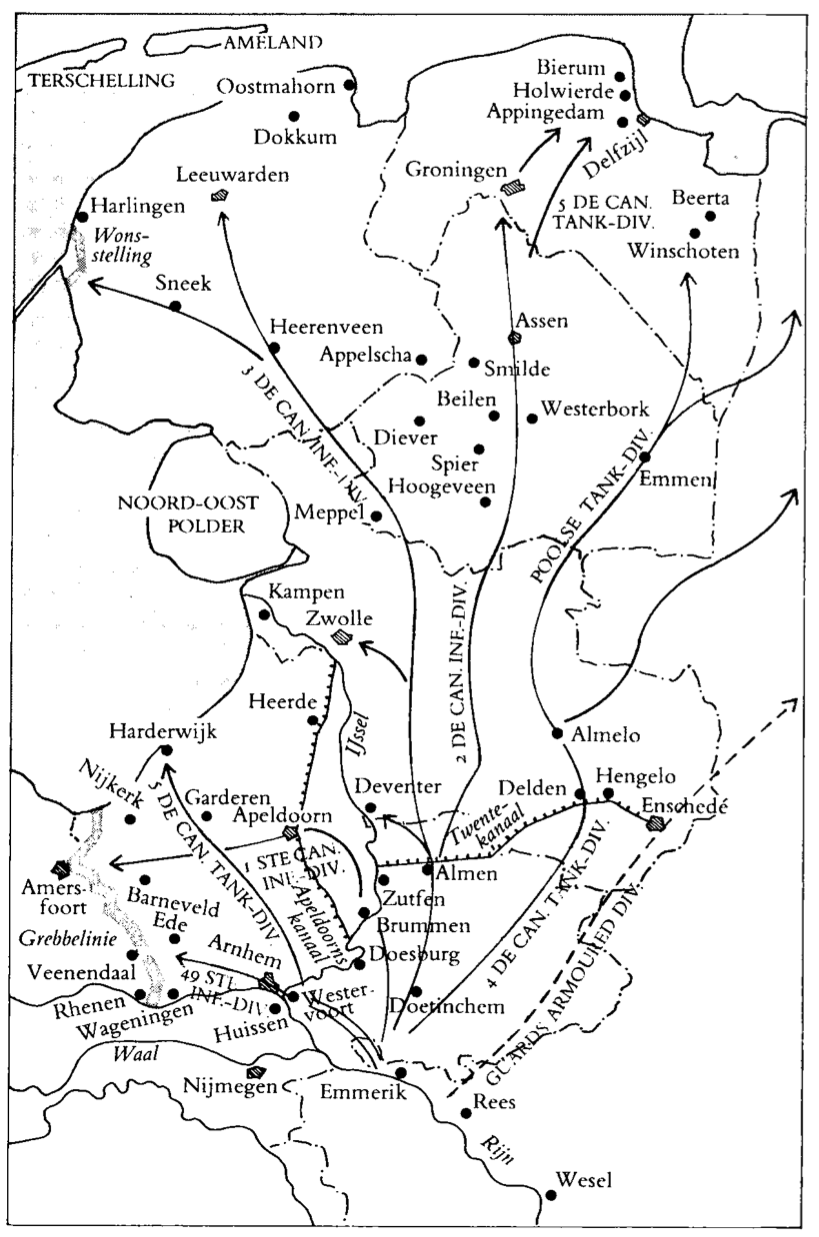
Canadese en Poolse opmars in Oost- en Noord-Nederland in 1945

Het oostelijke en noordelijke deel van Nederland werd in de lente van 1945 bevrijd. Deze tweede fase in de bevrijding begon buiten Nederland met de geallieerde verovering van de Ludendorffbrug bij Remagen in Duitsland op 7 maart 1945. De US 9th army en het Brits-Canadese leger staken op 23 maart met operatie Plunder de Rijn over bij Wezel. De Canadezen bogen af naar Oost-Nederland. Dezelfde dag betraden de eerste geallieerde eenheden Oost-Nederland bij Dinxperlo en Elten, waar overigens hard werd gevochten. Op 28 maart werd Megchelen als eerste plaats ten noorden van de Rijn bevrijd. Op 30 maart werd door Britse mariniers een tweede bruggenhoofd bij Emmerik veroverd. Samen met onder andere de Poolse tankdivisie rukten de Canadezen verder op naar het noorden en noordoosten. Vanaf dit moment was er geen sprake meer van een geregeld front. In Drenthe vond Operatie Amherst plaats (door onder andere parachutisten van de Franse SAS): dit was welbeschouwd de voorbereiding van de bevrijding van de stad Groningen. De Polen bevrijdden met hun tanks onder andere grote delen van  Zuid- en Oost-Drenthe, en Oost-Groningen. Het voorbereidende werk werd echter gedaan door de Belgische 5th Special Air Service (commando's), een feit dat overigens - ook na de oorlog - relatief niet zo bekend was. De Canadezen pasten een soort 'estafettetactiek' toe waarbij de voorste eenheden werden afgelost door achteropkomende eenheden. Men trachtte zover mogelijk op te rukken waarbij blokkades en versterkingen werden omzeild en succes direct werd uitgebuit. Om flankbeveiliging bekommerden de geallieerde eenheden zich niet meer. Dit was ook vrijwel niet meer nodig: de verdedigende Duitse troepen bestonden grotendeels uit ongemotiveerde oude mannen en jonge jongens die bovendien slecht bevoorraad waren.
De stad Groningen werd daarentegen op 14, 15 en 16 april feller verdedigd door enkele duizenden fanatieke Duitse en Nederlandse SS'ers. In de daaropvolgende strijd ging de noordkant van de Grote Markt in vlammen op. Groningen was niet het enige voorbeeld van forse tegenstand: een deel van de bezetters en collaborateurs verdedigde zich wel degelijk tot het uiterste, onder andere bij de strijd om Delfzijl en omstreken.
De dorpen en steden op de Veluwe werden bevrijd middels operatie Cleanser en operatie Cannonshot, waarbij een grote groep Duitse soldaten omsingeld werd. Maar in plaats van overgave resulteerde dit onverwacht in een groot gevecht bij Otterlo, zie de Slag om Otterlo.

## West-Nederland
De geallieerde troepen maakten geen haast met het binnentrekken van West-Nederland. Het Canadese leger staakte op 20 april na de bevrijding van Nijkerk haar opmars door de Gelderse Vallei net voor de Grebbelinie die door de Duitsers vanaf oktober 1944 was hersteld onder de naam Pantherstellung. Met voedseldroppings eind april 1945 (Operatie Manna) probeerde men de ergste hongersnood te lenigen. Op 4 mei 1945 gaven de Duitsers in Nederland zich onvoorwaardelijk over en konden de geallieerden eindelijk West-Nederland binnentrekken.
Op 5 mei 1945 hield koningin Wilhelmina een bevrijdingstoespraak via Radio Herrijzend.

## Waddeneilanden

#### Texel
Op het eiland Texel maakten 800 Georgiërs deel uit van het Duitse leger, deels vrijwillig, deels gedwongen. Op 5 april 1945 kwamen zij tegen de Duitsers in opstand. Deze opstand van de Georgiërs werd door het Duitse leger na vijf weken strijd neergeslagen. Er kwamen 565 Georgiërs, 120 Texelaars en 800 Duitsers bij om. De Duitsers waren op Texel aan de macht tot 20 mei, toen Canadese militairen op het eiland aankwamen. De 228 overlevende Georgiërs werden na de oorlog uitgeleverd aan de Sovjet-Unie.

#### Schiermonnikoog
Het eiland Schiermonnikoog was de laatste gemeente in Nederland die werd bevrijd. Toen in april 1945 de provincie Groningen werd bevrijd door de Canadezen, vluchtte een groep van ongeveer 120 SS'ers naar het eiland, waar nog steeds een Duits garnizoen aanwezig was. Op 11 juni werden de laatste 600 man Duitse troepen op Schiermonnikoog door de Canadezen afgevoerd.

## Vast patroon
Bevrijdingen verliepen vaak volgens een vast patroon. Het schieten en oorlogsgeweld kwam naderbij, vervolgens een verkenner of een dorpsgenoot die beweerde de bevrijders te hebben gezien. Uiteindelijk arriveerden na enkele uren gespannen wachten de geallieerden die door de bevolking stormachtig werden onthaald. Duitsers capituleerden of trokken zich terug terwijl verzetsstrijders en onderduikers tevoorschijn kwamen. "Foute" Nederlanders werden belaagd, opgepakt en beschimpt door de bevolking. De geallieerden brachten sigaretten en chocola mee en deelden die uit. In die bevrijdingsdagen vielen nog doden door verdwaalde kogels, zelfs van vreugdeschoten, maar bijvoorbeeld ook tijdens de schietpartij op de Dam van 7 mei 1945.